# Tomás Morales

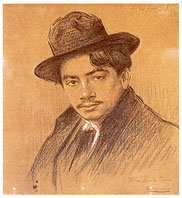
Tomás Morales

Tomás Morales Castellano (n. 10 octombrie 1884, Moya, Las Palmas - d. 15 august 1921, Las Palmas de Gran Canaria) a fost un poet spaniol, medic și om politic. Este considerat un reprezentant de seamă al modernismului liric insular și inițiator al poeziei moderne din Insulele Canare.

## Biografie
Studiază medicina la Cádiz în 1900 și la Madrid în 1904. Se reîntoarce pe insula natală unde va profesa ca doctor toată viața sa. A scris puține opere literare dar a fost apreciat încă de la început ca un mare poet, exigent și exact în expresie, influențat mai mult de curente simboliste.

## Lucrări scrise

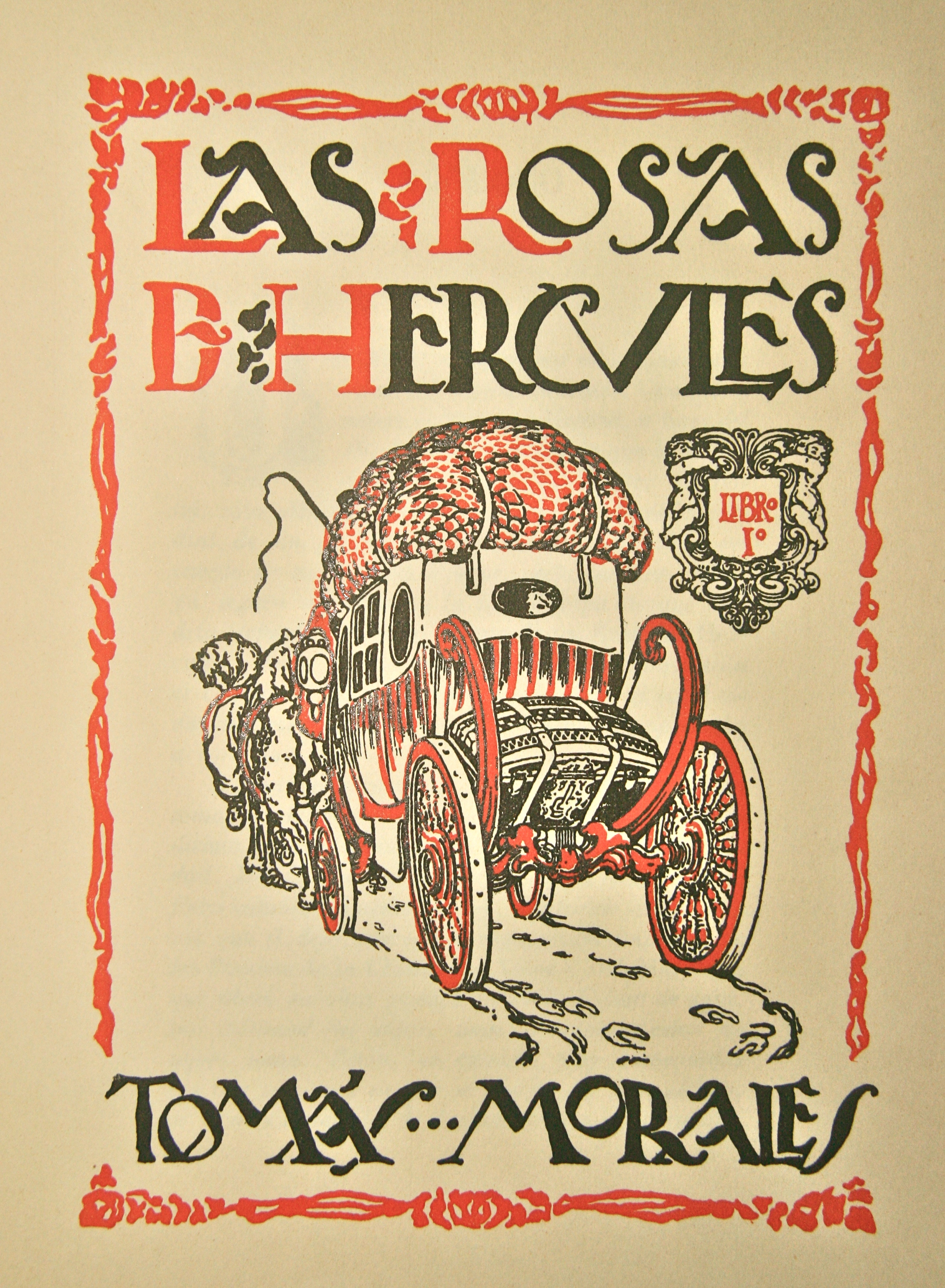
Las Rosas de Hércules

- 1908: Poemas de la Gloria, del Amor y del Mar (Poemele Gloriei, Iubirii și Mării)
- 1919: Las Rosas de Hércules (Trandafirii lui Hercule)